# Liste der Baudenkmäler in Burgebrach
Auf dieser Seite sind die Baudenkmäler in dem oberfränkischen Markt Burgebrach zusammengestellt. Diese Tabelle ist eine Teilliste der Liste der Baudenkmäler in Bayern. Grundlage ist die Bayerische Denkmalliste, die auf Basis des Bayerischen Denkmalschutzgesetzes vom 1. Oktober 1973 erstmals erstellt wurde und seither durch das Bayerische Landesamt für Denkmalpflege geführt wird. Die folgenden Angaben ersetzen nicht die rechtsverbindliche Auskunft der Denkmalschutzbehörde.
 Diese Liste gibt den Fortschreibungsstand vom 23. November 2023 wieder und enthält 90 Baudenkmäler.

## Baudenkmäler nach Ortsteilen

### Ampferbach
| Lage                                                                            | Objekt                                                        | Beschreibung | Akten-Nr.               | Bild           |
| ------------------------------------------------------------------------------- | ------------------------------------------------------------- | --- | ----------------------- | -------------- |
| Ampferbach 2 (Standort)                                                         | Ehemalige Mühle                                               | Zweigeschossig, Obergeschoss Fachwerk, Satteldach auf der Rückseite abgewalmt, erstes Drittel 18. Jahrhundert                                                                     | D-4-71-120-32 Wikidata  | weitere Bilder |
| Ampferbach 2 (Standort)                                                         | Remise                                                        | Erdgeschoss Sandsteinquader, Obergeschoss Fachwerk, Satteldach, Anfang 19. Jahrhundert                                                                                            | D-4-71-120-32 Wikidata  | weitere Bilder |
| Ampferbach 25 (Standort)                                                        | Wohnhaus                                                      | Zweigeschossiger, giebelständiger Bau mit Halbwalmdach, im Kern um 1700, Ecklisenen und Gurtgesims, profilierte Fenster- und Türrahmen, Obergeschoss zum Teil verputztes Fachwerk | D-4-71-120-91 Wikidata  | weitere Bilder |
| Ampferbach 25 (Standort)                                                        | Ausleger                                                      | bezeichnet „1882“ | D-4-71-120-91 Wikidata  | weitere Bilder |
| Ampferbach 35 (Standort)                                                        | Katholische Kuratiekirche zur Auffindung des Heiligen Kreuzes | Turm mit Spitzhelm, 15. Jahrhundert, Langhaus, Saalbau mit Satteldach, eingezogener Chor, Anbauten, 1907 von Oberbaurat Eduard Reuter; mit Ausstattung                            | D-4-71-120-30 Wikidata  | weitere Bilder |
| Brückenstraße; in der Ortsmitte an der Einmündung der Brückenstraße (Standort)  | Kruzifix                                                      | Auf gestuftem Postament, neugotisch, bezeichnet „1895“ | D-4-71-120-90 Wikidata  | weitere Bilder |
| Brückenstraße 3 (Standort)                                                      | Brauereigasthof Herrmann                                      | Massiver, zweigeschossiger Walmdachbau, Freitreppe, um 1800, stark modernisiert                                                                                                   | D-4-71-120-33 Wikidata  | weitere Bilder |
| Brückenstraße 3 (Standort)                                                      | Stadel                                                        | Massiv, mit Satteldach, erste Hälfte 19. Jahrhundert, Fachwerkanbau erneuert | D-4-71-120-33 Wikidata  | weitere Bilder |
| Eselsweg; St 2279 Richtung Niederndorf (Standort)                               | Bildhäuschen                                                  | Massiv, Satteldach rückseitig abgewalmt, erste Hälfte 19. Jahrhundert | D-4-71-120-35 Wikidata  | weitere Bilder |
| Eselsweg; Staatsstraße 2279 in Richtung Niederndorf (Standort)                  | Kreuzstein                                                    | Wohl Grenzstein, darauf zwei Schilde, davon eines würzburgisch, 14. Jahrhundert                                                                                                   | D-4-71-120-36 Wikidata  | weitere Bilder |
| Staatsstraße 2262 in Richtung Burgebrach (Standort)                             | Feldaltar                                                     | Sandstein, darauf Stele mit Fruchtgehängedekor und zweiseitigem Aufsatz mit Reliefdarstellungen, bezeichnet „1703“                                                                | D-4-71-120-34 Wikidata  | weitere Bilder |
| Weiße Marter; südlich des Ortes, westlich der Straße nach Burgebrach (Standort) | Kellerhaus-Anlage, sogenannter Herrmann-Keller, Ausschank     | Zweigeschossiger Massivbau mit Walmdach | D-4-71-120-110 Wikidata | weitere Bilder |
| Weiße Marter; südlich des Ortes, westlich der Straße nach Burgebrach (Standort) | Kellerhaus-Anlage, sogenannter Herrmann-Keller, Kegelbahn     | Halboffener Holzbau mit massiver Giebelwand und Satteldach | D-4-71-120-110 Wikidata | weitere Bilder |
| Weiße Marter; südlich des Ortes, westlich der Straße nach Burgebrach (Standort) | Kellerhaus-Anlage, Kellerhaus                                 | Massiv, eingeschossig mit rundbogigem Tor und Walmdach | D-4-71-120-110 Wikidata | weitere Bilder |
| Weiße Marter; südlich des Ortes, westlich der Straße nach Burgebrach (Standort) | Kellerhaus-Anlage, Felsenkeller                               | 18. und 19. Jahrhundert | D-4-71-120-110 Wikidata | BW             |
| Weiße Marter; südlich des Ortes, westlich der Straße nach Burgebrach (Standort) | Kellerhaus-Anlage, Biergarten                                 | | D-4-71-120-110 Wikidata | weitere Bilder |
| Weiße Marter; südlich des Ortes, westlich der Straße nach Burgebrach (Standort) | Kellerhaus-Anlage, sogenannter Max-Keller                     | Massives, eingeschossiges Kellerhaus mit Satteldach und Kellerzugang | D-4-71-120-106 Wikidata | weitere Bilder |
| Weiße Marter; südlich des Ortes, westlich der Straße nach Burgebrach (Standort) | Kellerhaus-Anlage, Kegelbahn                                  | Halboffener Holz- und Massivbau mit Satteldach | D-4-71-120-106 Wikidata | BW             |
| Weiße Marter; südlich des Ortes, westlich der Straße nach Burgebrach (Standort) | Kellerhaus-Anlage, Biergarten                                 | | D-4-71-120-106 Wikidata | BW             |
| Weiße Marter; südlich des Ortes, westlich der Straße nach Burgebrach (Standort) | Kellerhaus-Anlage, Felsenkeller                               | 19. Jahrhundert | D-4-71-120-106 Wikidata | BW             |

### Burgebrach
| Lage                                                                                                   | Objekt                                                              | Beschreibung | Akten-Nr.               | Bild           |
| --- | ------------------------------------------------------------------- | --- | ----------------------- | -------------- |
| Ampferbacher Straße 2 (Standort)                                                                       | Katholisches Pfarrhaus                                              | Zweigeschossiger Satteldachbau auf hohem Sockel mit Treppengiebeln, Standerker und Rundbogenportal mit Dreiecksgiebel an der Westfassade, Neurenaissance, bezeichnet „1903“                                                 | D-4-71-120-2 Wikidata   | weitere Bilder |
| Bamberger Straße 7 (Standort)                                                                          | Mühle                                                               | Zweigeschossiger Walmdachbau, Erdgeschoss Sandsteinquader, Obergeschoss Sandsteinquader und Fachwerk, Zwerchhaus Fachwerk mit Halbwalmdach, bezeichnet „1857“                                                               | D-4-71-120-6 Wikidata   | BW             |
| Burggraben 4 (Standort)                                                                                | Wohnhaus                                                            | Zweigeschossiger Walmdachbau mit Eckpilastern und profilierten Tür- und Fenstergewänden, Anfang 19. Jahrhundert mit barocken Bauteilen                                                                                      | D-4-71-120-5 Wikidata   | weitere Bilder |
| Grasmannsdorfer Straße 1, an der Einmündung der Grassmannsdorfer in die Ampferbacher Straße (Standort) | Figur des heiligen Joseph mit Jesuskind                             | Sandstein, Ende 18. Jahrhundert | D-4-71-120-3 Wikidata   | weitere Bilder |
| Grasmannsdorfer Straße 1 (Standort)                                                                    | Zentkapelle, vormals Kapelle Vierzehnnothelfer, jetzt Marienkapelle | Satteldachbau mit eingezogener Apsis, neuromanisch, 19. Jahrhundert | D-4-71-120-29 Wikidata  | weitere Bilder |
| Hauptstraße 1 (Standort)                                                                               | Rathaus                                                             | Zweigeschossiger Walmdachbau mit rundbogioger Straßendurchfahrt und Dachreiter, Eckpilaster, Gurtgesims, profilierte Fenstergewände mit Brüstungsfelder im Obergeschoss, bezeichnet „1720“, von Ph. Nattermüller            | D-4-71-120-7 Wikidata   | weitere Bilder |
| Hauptstraße 8 (Standort)                                                                               | Gasthof Stern                                                       | Zweigeschossiger Satteldachbau mit Ecklisenen, traufseitigem Gurtgesims, Fenstergewände, erste Hälfte 19. Jahrhundert | D-4-71-120-8 Wikidata   | weitere Bilder |
| Hauptstraße 8 (Standort)                                                                               | Gasthof Stern                                                       | Wirtshausschild | D-4-71-120-8 Wikidata   | weitere Bilder |
| Hauptstraße 11 a (Standort)                                                                            | Ehemaliges Amts- und ehemaliges Krankenhaus                         | Dreigeschossiger Gruppenbau mit Walmdächern, Gurtband über Erdgeschoss, Anfang 19. Jahrhundert, von Ferdinand Freiherr von Hohenhausen                                                                                      | D-4-71-120-9 Wikidata   | weitere Bilder |
| Hauptstraße 13 (Standort)                                                                              | Wohnhaus                                                            | Zweigeschossiger Satteldachbau mit Lisenengestell, Fensterrahmen, um 1870 | D-4-71-120-10 Wikidata  | weitere Bilder |
| Hauptstraße 14 (Standort)                                                                              | Gasthof Goldener Hirsch                                             | Zweigeschossiger Satteldachbau in Ecklage, mit Fachwerkobergeschoss, 1674/75 (dendro.dat.), Erdgeschoss und Westgiebel später versteinert                                                                                   | D-4-71-120-11 Wikidata  | weitere Bilder |
| Hauptstraße 16 (Standort)                                                                              | Brauereigasthof Schwan                                              | Dreigeschossiger Walmdachbau mit abgeschrägter und geschossweise vorkragender Gebäudeecke an der Hauptstraße, Einmündung Marktstraße, expressionistisch, 1928 von Hanns Veit                                                | D-4-71-120-88 Wikidata  | weitere Bilder |
| Kellerberg 3, südlich Nr. 1 (Standort)                                                                 | Drei Kellerhäuser                                                   | Eingeschossig, mit Fachwerk, verputzt, mittlerer und südlicher Bau mit Eckquaderung, Walmdächer, 18. Jahrhundert | D-4-71-120-26 Wikidata  | BW             |
| Kirchplatz 1 (Standort)                                                                                | Ölberg-Bildhäuschen                                                 | Freistehendes und sechseckiges Sandsteingehäuse mit Blendmaßwerk, Netzrippengewölbe, verschiefertes Zwiebeldach, Ölbergfigurengruppe, spätgotisch, Ende 15. Jahrhundert                                                     | D-4-71-120-17 Wikidata  | weitere Bilder |
| Kirchplatz 1 (Standort)                                                                                | Reste der historischen Friedhofsmauer                               | Auf der Westseite des Kirchplatzes | D-4-71-120-17 Wikidata  | weitere Bilder |
| Kirchplatz 1 (Standort)                                                                                | Katholische Pfarrkirche St. Vitus                                   | Sandsteinquaderbau, mit Streben besetzter Chor bezeichnet „1454“, Chorseitenturm 13.–17. Jahrhundert, Langhaus mit Walmdach 1731, 1925 verlängert von Otto Schulz; mit Ausstattung                                          | D-4-71-120-15 Wikidata  | weitere Bilder |
| Kirchplatz 2 (Standort)                                                                                | Bildstock                                                           | Sandstein, verjüngter Rundschaft, zweiseitiger Aufsatz mit Relief, bezeichnet „1706“ | D-4-71-120-16 Wikidata  | weitere Bilder |
| Marktstraße 11 (Standort)                                                                              | Wohnhaus                                                            | Zweigeschossiger Walmdachbau mit Ecklisenen, Gurtgesims, profilierte Tür- und Fenstergewände, Ende 18. Jahrhundert | D-4-71-120-18 Wikidata  | weitere Bilder |
| Marktstraße 13 (Standort)                                                                              | Relief                                                              | Sandstein, Darstellung der Heiligen Dreifaltigkeit, erste Hälfte 19. Jahrhundert | D-4-71-120-19 Wikidata  | weitere Bilder |
| Marktstraße 22 (Standort)                                                                              | Wohnhaus                                                            | Zweigeschossiger giebelständiger Satteldachbau mit Eckquaderung, Geschossgesimsen, Fenstergewände, Mitte 19. Jahrhundert | D-4-71-120-20 Wikidata  | weitere Bilder |
| Marktstraße; Niederbronnerweg; Zipfelgasse (Standort)                                                  | Kreuzigungsgruppe                                                   | Auf drei separaten Postamenten, Sandstein, bezeichnet „1904“ | D-4-71-120-21 Wikidata  | weitere Bilder |
| Pfarrweg 1 (Standort)                                                                                  | Ehemaliges Ackerbürgerhaus                                          | Wohnhaus, zweigeschossiger Massivbau mit Satteldach, ornamentiertes Gurtgesims, Ecklisenen mit Eintiefungen, Obergeschossfenster mit Segmentstürzen, 1854                                                                   | D-4-71-120-105 Wikidata | weitere Bilder |
| Pfarrweg 1 (Standort)                                                                                  | Scheune                                                             | Fachwerk, Satteldach, erste Hälfte 18. Jahrhundert | D-4-71-120-105 Wikidata | weitere Bilder |
| Raiffeisenweg 1 (Standort)                                                                             | Wohnhaus                                                            | Zweigeschossiger Walmdachbau, gequaderte Eckpilaster, profilierte und geohrte Fenstergewände, Ende 18. Jahrhundert | D-4-71-120-23 Wikidata  | weitere Bilder |
| Raiffeisenweg 2 (Standort)                                                                             | Wohnhaus                                                            | Massiver, breitgelagerter Halbwalmdachbau in Ecklage, zweigeschossig und verputzt, Eckpilaster, Geschossgesims, profilierte Fenstergewände mit Segmentbögen, Mitte 19. Jahrhundert                                          | D-4-71-120-24 Wikidata  | weitere Bilder |
| Raiffeisenweg 3 (Standort)                                                                             | Kruzifix                                                            | Holz, Schutzdach mit Giebelähre, zweite Hälfte 19. Jahrhundert | D-4-71-120-25 Wikidata  | weitere Bilder |
| Raiffeisenweg; Hauptstraße, vor Nr. 37 (Standort)                                                      | Immaculata                                                          | Sandstein, 18. Jahrhundert, auf neugotischer Stele, bezeichnet „1865“ | D-4-71-120-14 Wikidata  | weitere Bilder |
| Teilwiesen; an der B 22 Richtung Bamberg nahe der Brücke über das Försdorfer Bächlein (Standort)       | Bildhäuschen                                                        | Massiv, Satteldach rückseitig abgewalmt, Ecklisenen und Rundbogenfries, 19. Jahrhundert | D-4-71-120-28 Wikidata  | weitere Bilder |
| Würzburger Straße 3 (Standort)                                                                         | Dreiseithof                                                         | Wohnhaus, zweigeschossiger Satteldachbau mit Ecklisenen, Geschossgesims und profilierten Tür- und Fenstergewände mit Segmentbögen, Ende 19. Jahrhundert; angebaute Remise, eingeschossiger Satteldachbau, bezeichnet „1835“ | D-4-71-120-89 Wikidata  | weitere Bilder |
| Würzburger Straße 3 (Standort)                                                                         | Stadel                                                              | mit Satteldach, 19. Jahrhundert | D-4-71-120-89 Wikidata  | weitere Bilder |
| Würzburger Straße 3 (Standort)                                                                         | Zaunpfeiler                                                         | Sechs Zaunpfeiler, 19. Jahrhundert | D-4-71-120-89 Wikidata  | weitere Bilder |
| Nähe Würzburger Straße; am Ortsausgang (Standort)                                                      | Statue der Heiligen Anna                                            | Auf historistischem Rotsandsteinsockel, bezeichnet „1896“ | D-4-71-120-27 Wikidata  | weitere Bilder |
| Zehent; an der Ampferbacher Straße nördlich der Brücke (Standort)                                      | Bildstock, sogenannte Luthermarter                                  | Sandstein, achteckiger Schaft mit den Umrissen einer menschlichen Figur, vierseitiger Aufsatz mit Reliefdarstellungen und Walmdach, bezeichnet „1512“                                                                       | D-4-71-120-4 Wikidata   | weitere Bilder |

### Dietendorf
| Lage                       | Objekt        | Beschreibung                                                                                               | Akten-Nr.               | Bild           |
| -------------------------- | ------------- | --- | ----------------------- | -------------- |
| Dietendorf 10 (Standort)   | Wohnstallhaus | Eingeschossiger, giebelständiger Satteldachbau, Fachwerkgiebel, 18./19. Jahrhundert, Erdgeschoss verändert | D-4-71-120-37 Wikidata  | weitere Bilder |
| Dietendorf 19 (Standort)   | Backhaus      | Massiv, mit Satteldach; 18.–19. Jahrhundert                                                                | D-4-71-120-111 Wikidata | weitere Bilder |
| Nähe Dietendorf (Standort) | Bildhäuschen  | In Art einer kleinen Kapelle mit Satteldach, zweite Hälfte 19. Jahrhundert                                 | D-4-71-120-39 Wikidata  | weitere Bilder |

### Dippach
| Lage                    | Objekt                        | Beschreibung                                                                                   | Akten-Nr.              | Bild           |
| ----------------------- | ----------------------------- | ---------------------------------------------------------------------------------------------- | ---------------------- | -------------- |
| Dippach 1 (Standort)    | Gasthaus Besold               | Zweigeschossiger Walmdachbau, gequaderte Eckpilaster, 18./19. Jahrhundert                      | D-4-71-120-41 Wikidata | weitere Bilder |
| Dippach 11 a (Standort) | Katholische Kapelle St. Maria | Satteldachbau mit Giebelreiter, dreiseitig geschlossen, neuromanisch, um 1880; mit Ausstattung | D-4-71-120-40 Wikidata | weitere Bilder |

### Dürrhof
| Lage                 | Objekt              | Beschreibung                                                                                        | Akten-Nr.              | Bild           |
| -------------------- | ------------------- | --------------------------------------------------------------------------------------------------- | ---------------------- | -------------- |
| Dürrhof 3 (Standort) | Katholische Kapelle | Satteldachbau mit eingezogenem, halbrund geschlossenem Chor, Giebelreiter, um 1890; mit Ausstattung | D-4-71-120-42 Wikidata | weitere Bilder |

### Failshof
| Lage                   | Objekt       | Beschreibung                                          | Akten-Nr.              | Bild           |
| ---------------------- | ------------ | ----------------------------------------------------- | ---------------------- | -------------- |
| In Failshof (Standort) | Bildhäuschen | Massivbau mit Zeltdach, zweite Hälfte 18. Jahrhundert | D-4-71-120-44 Wikidata | weitere Bilder |

### Grasmannsdorf
| Lage                                                    | Objekt                               | Beschreibung                                                                             | Akten-Nr.              | Bild           |
| ------------------------------------------------------- | ------------------------------------ | ---------------------------------------------------------------------------------------- | ---------------------- | -------------- |
| Grasmannsdorf, Ruhstraße, neben dem Schloss (Standort)  | Ehemalige Schlosskapelle             | Eingeschossiger Massivbau, Risalit mit Ziergiebel und Eckpilaster, Satteldach, nach 1769 | D-4-71-120-93 Wikidata | weitere Bilder |
| Grasmannsdorf; Rauhe Ebrach; Sauerwiesgraben (Standort) | Nikolaibrücke                        | Mehrbogig, Sandstein, 18. Jahrhundert                                                    | D-4-71-120-46 Wikidata | weitere Bilder |
| Grasmannsdorf; Rauhe Ebrach; Sauerwiesgraben (Standort) | Sandsteinfigur Vitus                 | Bezeichnet „1715“                                                                        | D-4-71-120-46 Wikidata | weitere Bilder |
| Grasmannsdorf; Rauhe Ebrach; Sauerwiesgraben (Standort) | Sandsteinfigur Heinrich              |                                                                                          | D-4-71-120-46 Wikidata | weitere Bilder |
| Grasmannsdorf; Rauhe Ebrach; Sauerwiesgraben (Standort) | Sandsteinfigur Otto                  | Bezeichnet „1734“                                                                        | D-4-71-120-46 Wikidata | weitere Bilder |
| Grasmannsdorf; Rauhe Ebrach; Sauerwiesgraben (Standort) | Sandsteinfigur Wolfgang              |                                                                                          | D-4-71-120-46 Wikidata | weitere Bilder |
| Grasmannsdorf; Rauhe Ebrach; Sauerwiesgraben (Standort) | Sandsteinfigur Johannes Nepomuk      | Bezeichnet „1715“                                                                        | D-4-71-120-46 Wikidata | weitere Bilder |
| Grasmannsdorf; Rauhe Ebrach; Sauerwiesgraben (Standort) | Sandsteinfigur Nikolaus              | Bezeichnet „1715“                                                                        | D-4-71-120-46 Wikidata | weitere Bilder |
| Grasmannsdorf; Rauhe Ebrach; Sauerwiesgraben (Standort) | Sandsteinfigur Chilian               |                                                                                          | D-4-71-120-46 Wikidata | weitere Bilder |
| Schloßberg 2 (Standort)                                 | Ehemaliges Schloss                   | Zweigeschossiger Satteldachbau mit Putzgliederungen, 1780, Dach verändert                | D-4-71-120-45 Wikidata | weitere Bilder |
| Schloßberg 2 (Standort)                                 | Ehemaliges Stallungsgebäude/Tanzsaal | Massiver Satteldachbau, 18. Jahrhundert                                                  | D-4-71-120-45 Wikidata | BW             |

### Klemmenhof
| Lage                     | Objekt                           | Beschreibung                               | Akten-Nr.              | Bild           |
| ------------------------ | -------------------------------- | ------------------------------------------ | ---------------------- | -------------- |
| In Klemmenhof (Standort) | Katholische Kapelle St. Wendelin | Zeltdach, 18. Jahrhundert; mit Ausstattung | D-4-71-120-47 Wikidata | weitere Bilder |

### Küstersgreuth
| Lage                        | Objekt                                   | Beschreibung | Akten-Nr.              | Bild           |
| --------------------------- | ---------------------------------------- | --- | ---------------------- | -------------- |
| Küstersgreuth 1 (Standort)  | Katholische Wallfahrtskapelle St. Markus | Chorturm mit Spitzhelm, 15. Jahrhundert, Langhaus, Saalbau mit Satteldach, hölzernes Vordach, 18. Jahrhundert; mit Ausstattung | D-4-71-120-48 Wikidata | weitere Bilder |
| Küstersgreuth 14 (Standort) | Wohnstallhaus                            | Eingeschossiger Satteldachbau, im Kern um 1800, 1857–59 umgebaut                                                               | D-4-71-120-94 Wikidata | weitere Bilder |
| Küstersgreuth 14 (Standort) | Zwei Scheunen                            | Massiv, Satteldach, 1874 und 1903; Backhaus, 1857/59                                                                           | D-4-71-120-94 Wikidata | weitere Bilder |
| Küstersgreuth 14 (Standort) | Remise                                   | 1927 | D-4-71-120-94 Wikidata | weitere Bilder |

### Mönchherrnsdorf
| Lage                      | Objekt                                | Beschreibung | Akten-Nr.              | Bild           |
| ------------------------- | ------------------------------------- | --- | ---------------------- | -------------- |
| Steinäcker (Standort)     | Wegkapelle                            | Massiv, Satteldach, 1753; mit Ausstattung | D-4-71-120-85 Wikidata | weitere Bilder |
| Zum Amtshof 1 (Standort)  | Ehemalige Kapelle                     | Jetzt Scheune, Massivbau mit Satteldach, Wappentafel, 1559, massiver Anbau mit Walmdach, 19. Jahrhundert                                                 | D-4-71-120-54 Wikidata | weitere Bilder |
| Zum Amtshof 1 (Standort)  | Ehemaliges Forsthaus                  | Zweigeschossiger Satteldachbau, im Obergeschoss Sohlbankgesims, im Kern 1559, verändert 1872 und 1957                                                    | D-4-71-120-55 Wikidata | weitere Bilder |
| Zum Zehnthof 4 (Standort) | Kuratenhaus                           | Zweigeschossiger Walmdachbau mit Sohlbankgesimsgliederung, profilierte Tür- und Fenstergewände mit Segmentbogen, 1850                                    | D-4-71-120-57 Wikidata | weitere Bilder |
| Zum Zehnthof 8 (Standort) | Katholische Kuratiekirche St. Ägidius | Chorflankenturm 1586, Saalbau mit Satteldach und eingezogenem Chor mit 5/8-Schluss und Strebepfeilern, Sakristeianbau, neugotisch, 1874; mit Ausstattung | D-4-71-120-53 Wikidata | weitere Bilder |

### Mönchsambach
| Lage                       | Objekt                         | Beschreibung | Akten-Nr.              | Bild           |
| -------------------------- | ------------------------------ | --- | ---------------------- | -------------- |
| Mönchsambach 18 (Standort) | Brauerei Zehendner             | Zweigeschossiger Walmdachbau mit ionischen Eckpilastern, Gurtgesims und Fensterrahmen, aufgeputzte Brüstungsfelder, bezeichnet „1819“ | D-4-71-120-50 Wikidata | weitere Bilder |
| Mönchsambach 24 (Standort) | Katholische Kapelle St. Martin | Verputzter Satteldachbau mit dreiseitig geschlossenem Chor und Giebelreiter, von Hans Krug, 1935, mit Ausstattung                     | D-4-71-120-49 Wikidata | weitere Bilder |
| Mönchsambach 26 (Standort) | Bauernhof                      | Zweigeschossiges Wohnhaus mit Satteldach, massiv, gequaderte Eckpilaster und ornamentiertes Gurtband                                  | D-4-71-120-52 Wikidata | weitere Bilder |
| Mönchsambach 26 (Standort) | Austragshaus                   | eingeschossiger Satteldachbau mit gequaderten Eckpilastern; bezeichnet „1850“                                                         | D-4-71-120-52 Wikidata | weitere Bilder |
| Mönchsambach 31 (Standort) | Bauernhaus                     | Eingeschossig mit steilem Halbwalmdach, Eckpilaster, bezeichnet „1827“                                                                | D-4-71-120-51 Wikidata | weitere Bilder |

### Oberharnsbach
| Lage                                                                        | Objekt            | Beschreibung                                                                                       | Akten-Nr.               | Bild           |
| --------------------------------------------------------------------------- | ----------------- | -------------------------------------------------------------------------------------------------- | ----------------------- | -------------- |
| Fischersbächlein; B 22 am östlichen Ortsausgang Richtung Birkach (Standort) | Bildstock         | Sechskantschaft mit vierseitigem Aufsatz, Relieffelder mit Kielbogen schließend, neugotisch, 1838  | D-4-71-120-59 Wikidata  | weitere Bilder |
|                                                                             | Kreuzigungsgruppe | Sandstein, neubarock, um 1920; nicht nachqualifiziert, im Bayerischen Denkmal-Atlas nicht kartiert | D-4-71-120-60 Wikidata  | BW             |
| Oberharnsbach 5 (Standort)                                                  | Wohnstallhaus     | Eingeschossiger Satteldachbau, Ecklisenen und Fenstergewände, frühes 19. Jahrhundert               | D-4-71-120-95 Wikidata  | weitere Bilder |
| Wiesenstraße, vor Haus Nummer 1 (Standort)                                  | Kreuzigungsgruppe | Zweite Hälfte 19. Jahrhundert                                                                      | D-4-71-120-112 Wikidata | weitere Bilder |
| Wiesenstraße 5 (Standort)                                                   | Wohnstallhaus     | Eingeschossig, mit Satteldach, frühes 19. Jahrhundert                                              | D-4-71-120-96 Wikidata  | weitere Bilder |

### Oberköst
| Lage                             | Objekt                                      | Beschreibung | Akten-Nr.              | Bild           |
| -------------------------------- | ------------------------------------------- | --- | ---------------------- | -------------- |
| Altenberg; Stockäcker (Standort) | Heiligennische                              | Massiver Satteldachbau, verputzt, 18. Jahrhundert | D-4-71-120-62 Wikidata | weitere Bilder |
| Nähe Oberköst (Standort)         | Brücke                                      | Sandstein, Anfang 19. Jahrhundert | D-4-71-120-64 Wikidata | weitere Bilder |
| Oberköst 27 (Standort)           | Katholische Kuratiekirche Mariä Himmelfahrt | Saalbau mit Satteldach, Turm mit eingezogener Zwiebelhaube seitlich vorgesetzt, halbrund geschlossener Chor und seitlicher Sakristeianbau, traditionalistisch-expressionistisch, 1931 von Wilhelm Sachs; mit Ausstattung | D-4-71-120-61 Wikidata | weitere Bilder |

### Schatzenhof
| Lage                        | Objekt                           | Beschreibung | Akten-Nr.              | Bild           |
| --------------------------- | -------------------------------- | --- | ---------------------- | -------------- |
| Nähe Schatzenhof (Standort) | Katholische Kapelle St. Trinitas | Satteldachbau, Eckpilaster mit Pseudokapitell, Giebelauszug mit seitlichen Anschwüngen, Bildnische und Dreieckgiebel, klassizistisch, bezeichnet „1813“; mit Ausstattung | D-4-71-120-65 Wikidata | weitere Bilder |

### Stappenbach
| Lage                                                            | Objekt                                    | Beschreibung | Akten-Nr.               | Bild           |
| --------------------------------------------------------------- | ----------------------------------------- | --- | ----------------------- | -------------- |
| Dorfplatz 2 (Standort)                                          | Wohnhaus                                  | Massiver, zweigeschossiger Satteldachbau, Obergeschoss verputzt, Verzierungen an Brüstungsfeldern, Ecklisenen und am Giebel, bezeichnet „1914“                        | D-4-71-120-108 Wikidata | weitere Bilder |
| Seeäcker (Standort)                                             | Friedhof                                  | Friedhofskapelle mit Schaugiebel, Satteldach gegenüber abgewalmt, 19. Jahrhundert, Grabsteine, 19./20. Jahrhundert                                                    | D-4-71-120-71 Wikidata  | weitere Bilder |
| Seeäcker (Standort)                                             | Friedhofskreuz                            | Sandstein, um 1910 | D-4-71-120-71 Wikidata  | weitere Bilder |
| Stappenbach 9; im Ort an der Hauptstraße Stappenbach (Standort) | Kruzifix                                  | Auf Sandsteinsockel, neugotisch, bezeichnet „1899“ | D-4-71-120-70 Wikidata  | weitere Bilder |
| Stappenbach 16 (Standort)                                       | Kuratenhaus                               | Zweigeschossiger Walmdachbau mit Ecklisenen, 1861, erweitert 1921 erweitert; neben der Kirche                                                                         | D-4-71-120-67 Wikidata  | weitere Bilder |
| Stappenbach 18 (Standort)                                       | Katholische Kuratiekirche Hl. Schutzengel | Dreiseitig geschlossener Saalbau mit Satteldach, Volutengiebel und Giebelreiter, 1705, Erweiterung mit Querbau nach Norden 1906/07 von Baurat Schenk; mit Ausstattung | D-4-71-120-66 Wikidata  | weitere Bilder |

### Treppendorf
| Lage                      | Objekt                             | Beschreibung | Akten-Nr.               | Bild           |
| ------------------------- | ---------------------------------- | --- | ----------------------- | -------------- |
| Hartenflur (Standort)     | Bildstock                          | Sandstein, ionische Säule, vierseitiger Aufsatz mit Reliefs und halbrunden Giebelabschlüssen, bezeichnet „1730“                                                                           | D-4-71-120-109 Wikidata | weitere Bilder |
| Treppendorf 18 (Standort) | Ehemaliges Schloss                 | Zweigeschossiger Massivbau mit hohem Walmdach, verputztes Fachwerkobergeschoss, gequaderte Ecklisenen, geohrte Tür- und Fenstergewände, Freitreppe, Mitte 18. Jahrhundert                 | D-4-71-120-73 Wikidata  | weitere Bilder |
| Treppendorf 19 (Standort) | Katholische Filialkirche St. Peter | Saalbau mit Satteldach und dreiseitig geschlossenem Chor, Giebelreiter mit Zwiebelhaube und Sakristeianbau, barockisierend, 1846, erweitert 1929/30 von Hanns Veit; mit alter Ausstattung | D-4-71-120-72 Wikidata  | weitere Bilder |
| Treppendorf 21 (Standort) | Ehemaliges Amtshaus                | Zweigeschossiger Walmdachbau mit gequaderten Ecklisenen und Geschossgesims, 18./19. Jahrhundert                                                                                           | D-4-71-120-97 Wikidata  | weitere Bilder |
| Treppendorf 21 (Standort) | Fachwerkscheune                    | Stattlich, Satteldach, 18. Jahrhundert | D-4-71-120-97 Wikidata  | weitere Bilder |
| Treppendorf 21 (Standort) | Nebengebäude                       | | D-4-71-120-97 Wikidata  | weitere Bilder |
| Treppendorf 36 (Standort) | Kleinhaus                          | Eingeschossiger Fachwerkbau auf hohem Sockel mit Satteldach, Wände teilweise massiv ausgetauscht, 18. Jahrhundert                                                                         | D-4-71-120-74 Wikidata  | weitere Bilder |

### Unterneuses
| Lage                                                                       | Objekt                             | Beschreibung | Akten-Nr.              | Bild           |
| -------------------------------------------------------------------------- | ---------------------------------- | --- | ---------------------- | -------------- |
| B 22; Obere Bruckwiesen; Rauhe Ebrach; Unterneuses; Steinwiesen (Standort) | Ebrachbrücke                       | Sandsteinbogenbrücke; Straßendamm mit acht Flutbrücken, erste Hälfte 19. Jahrhundert (1820), 1887 und 1892                              | D-4-71-120-98 Wikidata | weitere Bilder |
| Unterneuses; bei Haus Nummer 20 (Standort)                                 | Kreuzschlepper                     | Kreuz tragender Jesus, Sandsteinfigur auf doppeltem Balustersockel, 1713, renoviert 1810                                                | D-4-71-120-81 Wikidata | weitere Bilder |
| Storchengasse 3 (Standort)                                                 | Wohnstallhaus                      | Eingeschossiger Satteldachbau, giebelständig, Ecklisenen, Stallteil verändert, Mitte 18. Jahrhundert                                    | D-4-71-120-79 Wikidata | weitere Bilder |
| Unterneuses 19 (Standort)                                                  | Katholische Filialkirche St. Maria | Saalbau mit Satteldach, Sandsteinquader, Sakristeianbau, Giebelreiter mit Spitzhelm, bezeichnet „1756“, 1920 erweitert; mit Ausstattung | D-4-71-120-77 Wikidata | weitere Bilder |
| Unterneuses 22 (Standort)                                                  | Gasthaus Zur Post                  | Zweigeschossiger Walmdachbau mit Eckpilastern, Fensterrahmen mit Brüstungsfeldern                                                       | D-4-71-120-80 Wikidata | weitere Bilder |
| Unterneuses 22 (Standort)                                                  | Brauereianbau                      | Zweigeschossig, bezeichnet 1815 | D-4-71-120-80 Wikidata | weitere Bilder |
| Unterneuses; Nähe Unterneuses 22 (Standort)                                | Kleinwohnhaus                      | Obergeschoss Fachwerk, Walmdach | D-4-71-120-80 Wikidata | BW             |
| Unterneuses; Nähe Unterneuses 22 (Standort)                                | Stallstadel                        | Sandsteinquader, Satteldach verändert                                                                                                   | D-4-71-120-80 Wikidata | BW             |
| Unterneuses; Nähe Unterneuses 22 (Standort)                                | Holzlege                           | Frackdach, 18./Mitte 19. Jahrhundert | D-4-71-120-80 Wikidata | BW             |
| Zur Mühle 3 (Standort)                                                     | Ehemalige Mühle                    | Zweigeschossiger Halbwalmdachbau, Eckquaderung, Mitte 19. Jahrhundert                                                                   | D-4-71-120-78 Wikidata | weitere Bilder |

### Vollmannsdorf
| Lage                        | Objekt              | Beschreibung | Akten-Nr.              | Bild           |
| --------------------------- | ------------------- | --- | ---------------------- | -------------- |
| In Vollmannsdorf (Standort) | Katholische Kapelle | Satteldachbau, Giebelfassade Sandstein mit ionischen Eckpilastern und Giebelauszug mit seitlichen Anschwüngen und Bildnische, bezeichnet „1821“; mit Ausstattung | D-4-71-120-82 Wikidata | weitere Bilder |
| Vollmannsdorf 5 (Standort)  | Bauernhaus          | Massiver, eingeschossiger Halbwalmdachbau, verputzt, im Kern erste Hälfte 17. Jahrhundert, verändert erste Hälfte 19. Jahrhundert                                | D-4-71-120-83 Wikidata | weitere Bilder |

### Wolfsbach
| Lage                                                                      | Objekt                       | Beschreibung                                                                             | Akten-Nr.              | Bild           |
| ------------------------------------------------------------------------- | ---------------------------- | ---------------------------------------------------------------------------------------- | ---------------------- | -------------- |
| In Wolfsbach (Standort)                                                   | Wegkapelle                   | Rustizierter Quaderbau mit Rundbogentor, Satteldach, Anfang 20. Jahrhundert              | D-4-71-120-86 Wikidata | weitere Bilder |
| In Wolfsbach (Standort)                                                   | Kapelle                      | Massiver Walmdachbau, Dachreiter mit Zwiebelhaube, um 1900; mit historischer Ausstattung | D-4-71-120-87 Wikidata | weitere Bilder |
| In Wolfsbach; an der Hauptstraße bei Abzweigung nach Wolfsbach (Standort) | Bildhäuschen „Peterskäppele“ | Vergitterte Bildnische, Satteldach                                                       | D-4-71-120-58 Wikidata | weitere Bilder |

## Ehemalige Baudenkmäler
| Lage                                        | Objekt                      | Beschreibung | Akten-Nr.              | Bild                        |
| ------------------------------------------- | --------------------------- | --- | ---------------------- | --------------------------- |
| Burgebrach Ampferbacher Straße 1 (Standort) | Wohnhaus eines Bauernhofs   | Eingeschossiger, traufständiger Satteldachbau aus Sandsteinquadern, verputzt, 18./19. Jahrhundert, Westfassade durch Umbauten verändert                                                                      | D-4-71-120-1 Wikidata  | BW                          |
| Dietendorf Dietendorf 19 (Standort)         | Wohnstallhaus               | Massiver, eingeschossiger Satteldachbau mit Quergiebel, verputzt, Eckpilaster, Geschossgesimse, Fenstergewände auf der Giebelseite mit Segmentstürzen; Backhaus, massiv, mit Satteldach; 18.–19. Jahrhundert | D-4-71-120-38 Wikidata | Wohnstallhaus               |
| Dürrhof Dürrhof 10 (Standort)               | Ehemalige Mühle, Mühlenteil | Zweigeschossig, erhöht, mit Satteldach, 19. Jahrhundert | D-4-71-120-43 Wikidata | Ehemalige Mühle, Mühlenteil |
| Dürrhof Dürrhof 10 (Standort)               | Ehemalige Mühle, Wohnhaus   | Zweigeschossig mit Satteldach, Obergeschoss Fachwerk, Mitte 18. Jahrhundert | D-4-71-120-43 Wikidata | weitere Bilder              |
| Oberköst (Standort)                         | Kruzifix                    | 18. Jahrhundert; nicht nachqualifiziert | D-4-71-120-63 Wikidata | BW                          |
| Treppendorf 2 km südlich vom Ort (Standort) | Wegkapelle                  | Wegkapelle, Mitte 18. Jahrhundert; nicht nachqualifiziert | D-4-71-120-76 Wikidata | BW                          |
| Treppendorf Treppendorf 34 (Standort)       | Wohnhaus                    | Zweigeschossiger Walmdachbau, mit gequaderten Ecklisenen, Fenster verändert, 18./19. Jahrhundert | D-4-71-120-75 Wikidata | BW                          |
| Vollmannsdorf                               | Wegkapelle                  | Erste Hälfte 19. Jahrhundert; nicht nachqualifiziert, im Bayerischen Denkmal-Atlas nicht kartiert | D-4-71-120-84 Wikidata | BW                          |